# Per Gessle
Per Håkan Gessle (ur. 12 stycznia 1959 w Halmstadzie) – szwedzki piosenkarz, muzyk, kompozytor. Najbardziej znany z międzynarodowej kariery w popowo-rockowym duecie z Marie Fredriksson – Roxette, aczkolwiek uznany w ojczystym kraju głównie za dokonania solowe oraz z zespołem Gyllene Tider. Pisze również teksty dla innych wykonawców. Współtwórca projektu The Lonely Boys (1996) z Nisse Hellbergiem oraz Peter Pop & Helicopters (1979), obecnie również znany i kojarzony jako Son of a Plumber. Jeden z najbogatszych Szwedów, właściciel firmy muzycznej Funbag, wydawnictw muzycznych Gessle Music AB, Jimmy Fun Music, Music For Money i Hip Happy oraz hotelu Tylösands w Halmstadzie. Współwłaściciel sieci hoteli Tylösandkompaniet i firmy Tres Hombres.
Od 21 sierpnia 1993 żonaty ze swoją długoletnią partnerką Åsą Nordin-Gessle. Ojciec Gabriela Tytusa urodzonego w 1997.
22 kwietnia 2009 Per Gessle zagrał swój pierwszy koncert w Warszawie w klubie Stodoła w ramach trasy Party Crasher Tour 2009.
W 2016 roku rozwiązał się zespół Roxette w związku z pogarszającym się stanem zdrowia Marie Fredriksson, a w 2022 roku, blisko 3 lata po jej śmierci Per Gessle założył zespół o nazwie PG Roxette.

## Dyskografia
Albumy studyjne
| Tytuł                         | Dane dot. albumu                                           | Pozycja na liście | Pozycja na liście | Certyfikat                |
| Tytuł                         | Dane dot. albumu                                           | SWE               | NOR               | Certyfikat                |
| ----------------------------- | ---------------------------------------------------------- | ----------------- | ----------------- | ------------------------- |
| Per Gessle                    | - Data: 8 kwietnia 1983 - Wydawca: EMI                     | 5                 | –                 |                           |
| Scener                        | - Data: 25 października 1985 - Wydawca: EMI                | 39                | –                 |                           |
| The World According to Gessle | - Data: 2 maja 1997 - Wydawca: Fundamental Records         | 1                 | 35                |                           |
| Mazarin                       | - Data: 13 czerwca 2003 - Wydawca: Capitol Records         | 1                 | 6                 | - SWE: 5x platynowa płyta |
| Son of a Plumber              | - Data: 23 listopada 2005 - Wydawca: Capitol Records       | 1                 | –                 | - SWE: platynowa płyta    |
| En Händig Man                 | - Data: 25 maja 2007 - Wydawca: Capitol Records            | 1                 | 36                | - SWE: 3x platynowa płyta |
| Party Crasher                 | - Data: 26 listopada 2008 - Wydawca: Capitol Records       | 2                 | –                 |                           |
| The Per Gessle Archives       | - Data: 24 września 2014 - Wydawca: Elevator Entertainment | 7                 | –                 |                           |
| „–” album nie był notowany.   |                                                            |                   |                   |                           |

Ścieżki dźwiękowe
| Tytuł                                            | Dane dot. albumu                                    | Pozycja na liście |
| Tytuł                                            | Dane dot. albumu                                    | SWE               |
| ------------------------------------------------ | --------------------------------------------------- | ----------------- |
| Small Apartments (The Motion Picture Soundtrack) | - Data: 17 kwietnia 2013 - Wydawca: Capitol Records | 37                |

Albumy koncertowe
| Tytuł              | Dane dot. albumu                                        | Pozycja na liście |
| Tytuł              | Dane dot. albumu                                        | SWE               |
| ------------------ | ------------------------------------------------------- | ----------------- |
| Gessle over Europe | - Data: 23 października 2009 - Wydawca: Capitol Records | 24                |

Kompilacje
| Tytuł                                     | Dane dot. albumu                                     | Certyfikat             |
| ----------------------------------------- | ---------------------------------------------------- | ---------------------- |
| På väg, 1982–86                           | - Data: 1 lipca 1992 - Wydawca: EMI                  |                        |
| Hjärtats trakt                            | - Data: 20 kwietnia 1993 - Wydawca: Pickwick Records |                        |
| Hjärtats trakt – en samling               | - Data: 10 września 1997 - Wydawca: EMI              |                        |
| Kung av sand – en liten samling 1983–2007 | - Data: 30 sierpnia 2007 - Wydawca: EMI              | - SWE: platynowa płyta |

## Nagrody i wyróżnienia
| Rok  | Kategoria            | Tytułem                                              | Nagroda | Nota      | Źródło |
| ---- | -------------------- | ---------------------------------------------------- | ------- | --------- | ------ |
| 1989 | Årets Kompositör     | Per Gessle                                           | Grammis | Laur      | [ 15 ] |
| 1992 | Årets Kompositör     | Per Gessle                                           | Grammis | Nominacja | [ 16 ] |
| 1998 | Årets Musikvideo     | „Kicks”                                              | Grammis | Nominacja | [ 17 ] |
| 2004 | Årets Kompositör     | Per Gessle                                           | Grammis | Laur      | [ 18 ] |
| 2004 | Årets Textförfattare | Per Gessle                                           | Grammis | Nominacja | [ 19 ] |
| 2004 | Årets Album          | Mazarin                                              | Grammis | Nominacja | [ 20 ] |
| 2004 | Årets Pop Manlig     | Mazarin                                              | Grammis | Laur      | [ 21 ] |
| 2004 | Årets Artist         | Mazarin                                              | Grammis | Laur      | [ 22 ] |
| 2004 | Årets Producent      | Clarence Öfwerman, Christoffer Lundquist, Per Gessle | Grammis | Nominacja | [ 23 ] |
| 2004 | Årets Låt            | „Här Kommer Alla Känslorna (På En Och Samma Gång)”   | Grammis | Laur      | [ 24 ] |
| 2005 | Årets Kompositör     | Per Gessle                                           | Grammis | Nominacja | [ 25 ] |
| 2006 | Årets Pop Manliga    | Son of a Plumber                                     | Grammis | Nominacja | [ 26 ] |
| 2008 | Årets Liveakt        | Per Gessle                                           | Grammis | Nominacja | [ 27 ] |